# Monte Cristo (film 1911)
Monte Cristo è un cortometraggio muto del 1911. Il nome del regista non viene riportato nei credit del film.
Il romanzo di Alexandre Dumas padre era già stato ridotto per lo schermo in una versione del 1908 per il film The Count of Monte Cristo prodotto dalla Selig Polyscope.
A inizio carriera, Stuart Holmes e Pearl White girarono insieme numerosi film. Questa, per la coppia, è la sesta pellicola.

## Produzione
Il film fu prodotto dalla Powers Picture Plays.

## Distribuzione
Distribuito dalla Motion Picture Distributors and Sales Company, il film - un cortometraggio in una bobina - uscì nelle sale cinematografiche USA il 14 gennaio 1911.